# Jewgienij Cukanow
Jewgienij Cukanow (tudi rusko Евгений Ефимович Цуканов, Jevgenij Jefimovič Cukanov), poljski general, * 1897, † 1966.